# Jussac
 Jussac  es una población y comuna francesa, situada en la región de Auvernia-Ródano-Alpes, departamento de Cantal, en el distrito de Aurillac. Es el chef-lieu del cantón de Jussac.

## Demografía
| 1058 | 1204 | 1685 | 1825 | 1865 | 1779 |
| Para los censos de 1962 a 1999 la población legal corresponde a la población sin duplicidades (Fuente: INSEE [Consultar]) |      |      |      |      |      |